# Kostel Všech svatých (Tvrdošín)
Kostel Všech Svatých je dřevěný římskokatolický kostel z konce 15. století (některé zdroje uvádějí konec 14. století), který se nachází ve slovenském městě Tvrdošín. Od roku 1963 je kostelík a jeho zeď národní kulturní památkou. V roce 2008 byl zapsán spolu s dalšími sedmi dřevěnými kostely do seznamu Světového dědictví UNESCO.
Původně gotický kostel pochází zřejmě z konce 15. století a v 17. století byl přestavěn do renesančního slohu. Je nejstarší zachovalou stavební památkou města. V roce 1993 byl kostel zrekonstruován a zrestaurován, tyto práce byly v roce 1995 oceněny cenou Europa Nostra.
V interiéru se nachází dominantní barokní oltář z konce 17. století, pozdně renesanční kazatelna z roku 1654 s postavami evangelistů, malby apoštolů, obraz svatého Jiří a další malby.